# Afrida tortricifacies
Afrida tortricifacies är en fjärilsart som beskrevs av Dyar 1913. Afrida tortricifacies ingår i släktet Afrida och familjen trågspinnare. Inga underarter finns listade i Catalogue of Life.